# Косівсько-Полянська сільська рада
| Косівсько-Полянська сільська рада — колишній орган місцевого самоврядування у Рахівському районі Закарпатської області з адміністративним центром у с. Косівська Поляна. Сільській раді були підпорядковані населені пункти: - с. Косівська Поляна |

## Склад ради
Рада складалася з 24 депутатів та голови.

## Керівний склад сільської ради
| ПІБ                    | Основні відомості                                                             | Дата обрання | Дата звільнення |
| ---------------------- | ----------------------------------------------------------------------------- | ------------ | --------------- |
| Митрюк Федір Федорович | Сільський голова, 1970 року народження, освіта                                | 26.03.2006   | 31.10.2010      |
| Митрюк Федір Федорович | Сільський голова, 1970 року народження, освіта незакінчена вища, безпартійний | 31.10.2010   |                 |

Примітка: таблиця складена за даними джерела

## Населення
Згідно з переписом УРСР 1989 року чисельність наявного населення сільської ради становила 4038 осіб, з яких 1967 чоловіків та 2071 жінка.
За переписом населення України 2001 року в сільській раді мешкала 4221 особа.

### Мова
Розподіл населення за рідною мовою за даними перепису 2001 року:
| Мова       | Відсоток |
| ---------- | -------- |
| українська | 98,79 %  |
| російська  | 1,16 %   |
| молдовська | 0,02 %   |